# Dunvegan Castle (Schiff)
Die Dunvegan Castle (II) war ein 1936 in Dienst gestelltes Passagierschiff, das für die britische Reederei Union-Castle Line im Passagier- und Postverkehr zwischen Großbritannien und Südafrika eingesetzt wurde. Im Zweiten Weltkrieg diente die Dunvegan Castle als Hilfskreuzer, bis sie am 27. August 1940 südwestlich von Irland von einem deutschen U-Boot versenkt wurde.

## Das Schiff
Das 15.007 BRT große Motorschiff Dunvegan Castle wurde auf der Werft Harland & Wolff im nordirischen Belfast gebaut. Sie war das baugleiche Schwesterschiff der Dunnottar Castle (15.007 BRT), die zeitgleich bei Harland & Wolff entstand und am 25. Januar 1936 vom Stapel lief. Der Stapellauf der Dunvegan Castle folgte zwei Monate später, am 26. März 1936. Sie war das zweite Schiff in der Geschichte der Reederei, das diesen Namen trug. Bereits 1896 war die erste Dunvegan Castle bei Fairfield Shipbuilders für die Castle Line gebaut worden. Als sich diese 1900 mit der Union Line zusammenschloss, ging die erste Dunvegan Castle in die Flotte der neuen Union-Castle Line über. Die zweite Dunvegan Castle wurde am 18. August 1936 fertiggestellt und ging im darauf folgenden Monat auf Jungfernfahrt.
Das 174,53 Meter lange und 21,92 Meter breite Schiff hatte einen Schornstein, zwei Masten und zwei Propeller. Es wurde von zwei Dieselmotoren von Burmeister & Wain angetrieben, die 11.200 bhp (Brake Horsepower) leisteten und eine Geschwindigkeit von 17 Knoten ermöglichten. Die Passagierunterkünfte waren für 258 Passagiere der Ersten Klasse und 150 Passagiere der Touristenklasse ausgelegt. Im vorderen Bereich des Oberdecks befand sich der Speisesaal der Ersten Klasse mit 236 Sitzen, gefolgt von der Bordküche, der sich der Speisesaal der Touristenklasse mit 242 Sitzen anschloss.
Weiterhin verfügte das Schiff über einen Friseursalon, einen Bordladen sowie Lounge und Rauchsalon der Touristenklasse (Schutzdeck), Bibliothek, Lounge und Rauchsalon der Ersten Klasse (oberes Promenadendeck), Empfangssaal, Informationsbüro, Kindergarten, windgeschütztes Spieldeck, Krankenstation (unteres Promenadendeck) sowie verschiedene Örtlichkeiten zum Sonnen und Sport treiben (Bootsdeck und Sonnendeck). Die 132 Kabinen der Ersten Klasse hatten überwiegend je ein oder zwei Betten und verfügten fast alle über ein Bullauge. Jedoch nur zwölf von ihnen hatten ein eigenes Badezimmer. Die Kabinen der Touristenklasse waren mit zwei oder vier Betten ausgestattet.

## Kriegseinsatz
Nach nur drei Jahren im Passagier- und Postverkehr nach Südafrika wurde die Dunvegan Castle am 7. September 1939 von der britischen Admiralität zum Kriegsdienst angefordert und in einen bewaffneten Hilfskreuzer (Armed Merchant Cruiser) umgerüstet. Am 20. Dezember 1939 trat sie ihren neuen Dienst an. Sie diente fortan im südatlantischen Patrouillendienst als Geleitschiff für Schiffskonvois nach Freetown.
Am 11. August 1940 legte die Dunvegan Castle in Freetown unter dem Kommando von Kapitän Hubert H. Ardill zu einer Überfahrt nach Belfast ab. Sie fuhr als Geleitschiff für den Konvoi SL-43 und hatte 277 Besatzungsmitglieder an Bord. Am Abend des 27. August 1940 wurde das Schiff etwa 120 Seemeilen südwestlich von Cape Clear Island vor der Südspitze Irlands von dem deutschen U-Boot U 46 (Kapitänleutnant Engelbert Endrass) angegriffen. Der erste Beschuss erfolgte um 21.47 Uhr. Da das Schiff trotz des Treffers weiter Fahrt machte, feuerte Endrass um 22.12 Uhr und noch einmal 22.51 Uhr weitere Torpedos ab, die im Maschinenraum und kurz vor der Brücke einschlugen. Die Dunvegan Castle geriet in Brand, verlor an Fahrt und sank am darauf folgenden Tag auf der Position 54.05N/11.00W.
Von den 277 Menschen an Bord kamen drei Offiziere und 24 untere Ränge bei der Versenkung ums Leben. Zwölf Männer wurden verletzt. Die 250 Überlebenden, darunter Kapitän Ardill, wurden von dem Zerstörer Harvester und der Korvette Primrose an Bord genommen und nach Schottland gebracht. Nach dem Hilfskreuzer Carinthia mit 20.277 BRT war die Dunvegan Castle das zweitgrößte von U 46 versenkte Schiff.